# Paraboea incudicarpa
Paraboea incudicarpa är en tvåhjärtbladig växtart som beskrevs av Brian Laurence Burtt. Paraboea incudicarpa ingår i släktet Paraboea och familjen Gesneriaceae. Inga underarter finns listade i Catalogue of Life.